# Уолтерс, Барбара
Барбара Уолтерс (англ. Barbara Walters, 25 сентября 1929[…], Бостон — 30 декабря 2022, Манхэттен, Нью-Йорк) — американская телеведущая, журналистка и писательница. Барбара была ведущей утренней передачи Today и ток-шоу The View, вечерних новостей 20/20 и ABC Evening News, а также корреспондентом на World News.
Она стала известной благодаря утренним новостям Today на NBC, ведущей которых она была в течение 10 лет, а затем в течение 25 лет была ведущей информационной передачи 20/20 на ABC. В последние годы своей карьеры она являлась ведущей собственного дневного телешоу The View, за которое она была удостоена телевизионной премии «Эмми». 12 мая 2014 года она объявила о конце своей профессиональной деятельности, однако в ноябре 2015 года появилась в эфире программы 20/20 телеканала ABC, взяв интервью у кандидата в президенты США от Республиканской партии Дональда Трампа и его семьи.

## Биография
Барбара Уолтерс родилась в 1929 году (хотя сама Уолтерс в интервью заявила, что родилась в 1931 году) в Бостоне у Дены (урождённая Селецкая) и Луи «Лу» Уолтерса (при рождении Луи Абрахам Уормватер). Её родители были евреями и потомками беженцев из Российской империи. Дедушка Уолтерс по отцовской линии, Авраам Исаак Вармуотер, родился в Лодзи (Петроковская губерния, ныне Польша) и эмигрировал в Соединённое Королевство, сменив своё имя на Авраама Уолтерса (первоначальная фамилия семьи была Варемвассер). Отец Уолтерс, Лу, родился в Лондоне в 1896 году и 28 августа 1909 года переехал в Нью-Йорк со своим отцом и двумя братьями. Его мать и четыре сестры прибыли в 1910 году. В 1949 году её отец открыл нью-йоркскую версию Латинского квартала. Он также работал в качестве продюсера на Бродвее, где продюсировал Безумства Зигфелда в 1943 году. Он также был директором по развлечениям в Tropicana Las Vegas в Лас-Вегасе (шт. Невада), где он импортировал парижское сценическое шоу «Folies Bergère». Брат Уолтерс, Бертон, умер в 1944 году от пневмонии. Старшая сестра Уолтерс, Жаклин, родилась с психическим расстройством и умерла от рака яичников в 1985 году.
По словам Уолтерс, её отец заработал и потерял несколько состояний в течение всей своей жизни в шоу-бизнесе. Он был агентом по бронированию, и в отличие от её дядей, которые занимались обувью и одеждой, его работа была не очень безопасной. Уолтерс вспоминает, как её отец брал её с собой на репетиции ночных клубных шоу, которые он ставил. Актрисы и танцоры суетились вокруг неё и кружили её, пока у неё не закружится голова.
По словам Уолтерс, окружение знаменитостей в молодости не давало ей «трепетать» перед ними. Когда Уолтерс была молодой, её отец потерял свои ночные клубы и семейный пентхаус на Сентрал-Парк-Уэст. Как вспоминал Уолтерс: «У него был срыв. Он приехал жить в наш дом во Флориде, а затем правительство забрало дом, машину и мебель». О своей матери она сказала: «Моя мать должна была выйти замуж, как её друзья, за мужчину, который был врачом или занимался пошивом одежды».
Уолтерс посещала школу Лоуренса, государственную школу в Бруклайне (шт. Массачусетс), до середины пятого класса, когда её отец перевез семью в Майами-Бич в 1939 году, где она также посещала государственную школу. После того, как её отец перевез семью в Нью-Йорк, она пошла в восьмой класс в Школу этической культуры Fieldston, после чего семья вернулась в Майами-Бич. Затем она вернулась в Нью-Йорк, где посещала школу Берч-Ватен, которую она окончила в 1947 году. В 1951 году она получила степень бакалавра английского языка в колледже Сары Лоуренс и сразу же начала искать работу в Нью-Йорке. Проработав около года в небольшом рекламном агентстве, она начала работать в филиале NBC в Нью-Йорке, WNBT-TV (сейчас WNBC), занимаясь рекламой и написанием пресс-релизов. Она начала продюсировать 15-минутную детскую программу «Спроси камеру» (Ask the Camera), режиссёром которой в 1953 году был Рун Арледж. Она начала продюсировать для телеведущего Игоря Кассини/Чолли Никербокер. Однако она ушла из телевидения после того, как её начальник заставил её выйти за него замуж и вступил в драку с мужчиной, с которым она предпочитала встречаться. Затем она отправилась в WPIX, чтобы продюсировать «Шоу Элоизы МакЭлхон» (Eloise McElhone Show). В 1955 году она стала автором «Утреннего шоу» (The Morning Show) на Си-Би-Эс.

## Личная жизнь
Уолтерс была замужем четыре раза за тремя разными мужчинами. Её первым мужем был Роберт Генри Кац, бизнесмен и бывший лейтенант ВМФ. Они поженились 20 июня 1955 года в отеле The Plaza в Нью-Йорке. Брак был расторгнут через 11 месяцев, или в 1957 году.
Её вторым мужем был Ли Губер, театральный продюсер и владелец театра. Они поженились 8 декабря 1963 года и развелись в 1976 году. У них есть одна приемная дочь Жаклин Дена Губер (1968 года рождения, удочерённая в том же году).
Её третьим мужем был Мерв Эделсон, генеральный директор «Lorimar Television». Они поженились в 1981 году и развелись в 1984 году. Они поженились во второй раз в 1986 году и развелись в 1992 году.
Она встречалась с адвокатом Роем Коном в колледже; он сказал, что предложил свадьбу Уолтерс за ночь до её свадьбы с Ли Губером, но Уолтерс это отрицала. Она объяснила свою пожизненную преданность Кону как благодарность за его помощь в удочерении Жаклин. В своей биографии Уолтерс говорит, что она также была благодарна Кону за его юридическую помощь отцу. По словам Уолтерс, её отцу был выписан ордер на арест после того, как он не явился на суд в Нью-Йорке, потому что семья находилась в Лас-Вегасе, и Кон смог снять обвинение. Уолтерс дала показания в качестве свидетеля на суде по делу о лишении адвокатского звания Кона в 1986 году.
Уолтерс встречалась с будущим председателем Федеральной резервной системы США Аланом Гринспеном в 1970-х годах и имела романтические связи с сенатором США Джоном Уорнером в 1990-х годах.
В автобиографии Уолтерс утверждала, что у неё был роман в 1970-х годах с Эдвардом Бруком, тогдашним женатым сенатором из Массачусетса. Не ясно, была ли Уолтерс замужем в то время. Уолтерс сказала, что они закончили встречаться, чтобы оградить свои карьеры от скандала. В 2007 году она встречалась с геронтологом, отмеченным Пулитцеровской премией, Робертом Нилом Батлером.
Уолтерс является близким другом Тома Брокоу и Вуди Аллена, а также Джоан Риверс и бывшего главы Fox News Роджера Эйлса (с конца 1960-х до его смерти в 2017 году).
В 2014 году Уолтерс появилась на Piers Morgan Live CNN и показала, что отсутствие большого количества детей является её самым большим сожалением в жизни.
Барбара Уолтерс умерла в своем доме на Манхэттене в Нью-Йорке 30 декабря 2022 года в возрасте 93 лет.

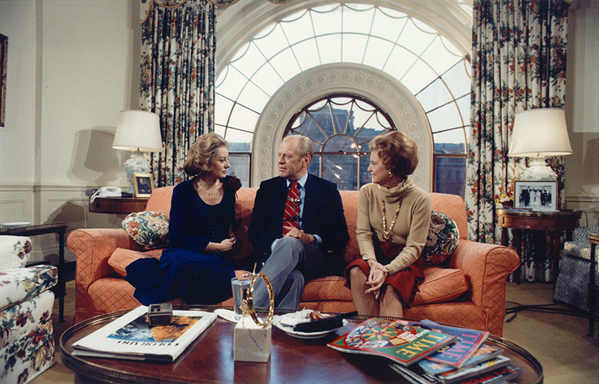
Барбара Уолтерс (слева) на интервью с Джеральдом Фордом
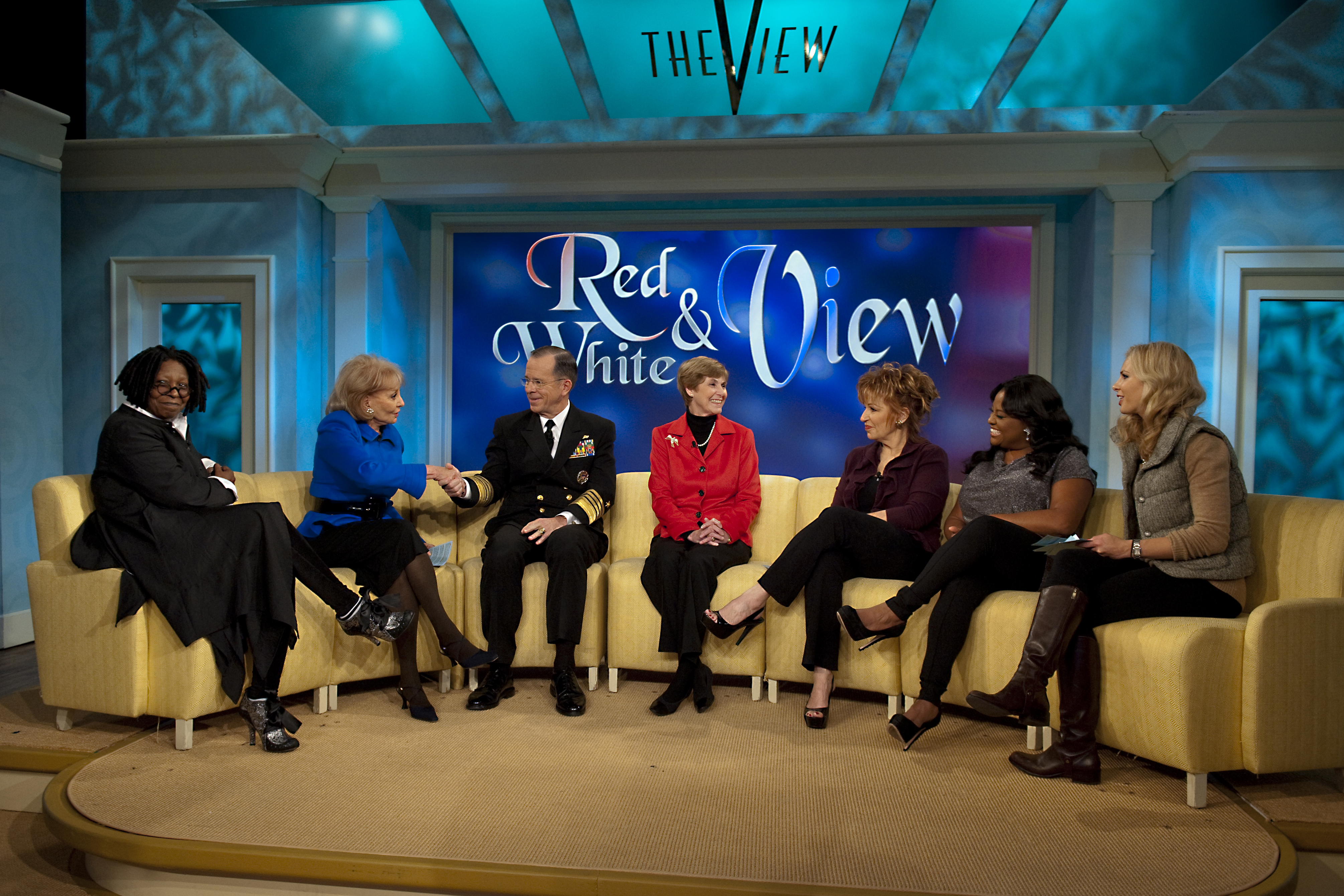
Барбара Уолтерс (вторая слева) на шоу «The View»
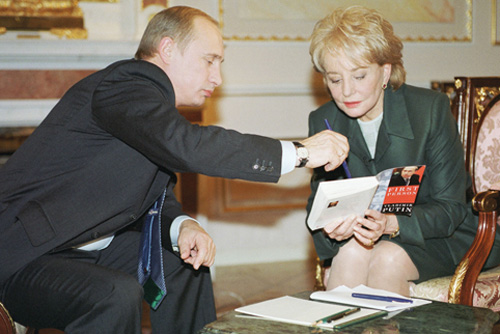
Барбара Уолтерс на интервью с Владимиром Путиным

## Награды
- Дневная премия «Эмми»

1975 — Лучший ведущий ток-шоу («Today»)
2003 — Лучшее ток-шоу («The View»)
2009 — Лучший ведущий ток-шоу («The View») (с Вупи Голдберг, Джой Бехар, Элизабет Хассельбек и Шерри Шеперд)
- Премия NAACP Image

2009 — Лучшее разговорное шоу («The View»)
- Легенды Диснея

2008 — За заслуги в области телевидения